# Hofsjökull
A Hofsjökull a harmadik legnagyobb gleccser Izlandon a Vatnajökull és a Langjökull után, valamint az egyik legnagyobb működő vulkán a szigeten. A gleccser a Kerlingarfjöll hegyvonulattól északra, az Izlandi-felföldön helyezkedik el a sziget két nagyobb gleccsere közt. Területe 925 négyzetkilométer, míg legmagasabb pontja eléri az 1765 méteres tengerszint feletti magasságot.A szubglaciális vulkán egy pajzsvulkán, melynek csúcsánál kaldera található. 

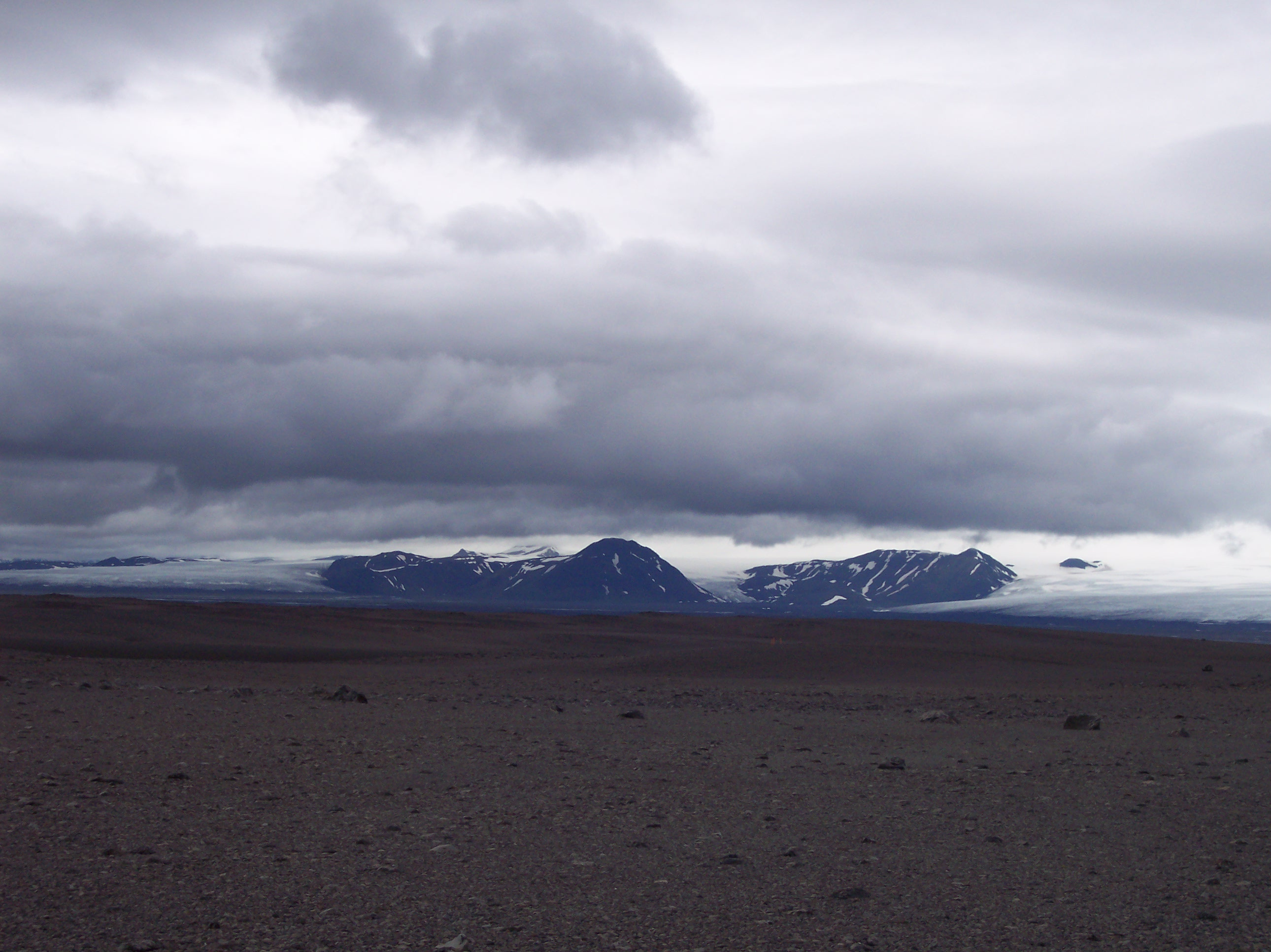
A kép az Arnarfell hiðmiklát (Nagy Sas-hegy) mutatja középen, a Múlajökull gleccsert baloldalt, míg a Þjórsárjökull gleccsert jobb oldalon

A Hofsjökull gleccser számos folyót táplál olvadékvizével, többek közt itt ered a Þjórsá folyó is, amely Izland leghosszabb folyója. 

## Fordítás
Ez a szócikk részben vagy egészben  a   Hofsjökull című angol Wikipédia-szócikk ezen változatának fordításán alapul.  Az eredeti cikk szerkesztőit annak laptörténete sorolja fel. Ez a jelzés csupán a megfogalmazás eredetét és a szerzői jogokat jelzi, nem szolgál a cikkben szereplő információk forrásmegjelöléseként.